# Les Tourrettes
Les Tourrettes ist eine französische Gemeinde mit 1.084 Einwohnern (Stand 1. Januar 2022) im Département Drôme in der Region Auvergne-Rhône-Alpes (vor 2016 Rhône-Alpes); sie gehört zum Arrondissement Nyons und zum Kanton Montélimar-1.

## Geographie
Les Tourrettes liegt rund 25 Kilometer südsüdwestlich von Valence an der Rhône. Umgeben wird Les Tourrettes von den Nachbargemeinden Saulce-sur-Rhône im Norden, Mirmande im Nordosten und Osten, Condillac im Südosten, La Coucourde im Süden sowie Cruas im Südwesten und Westen.
Durch die Gemeinde führen die Autoroute A7 und die Route nationale 7.

## Bevölkerungsentwicklung
| Jahr                       | 1962 | 1968 | 1975 | 1982 | 1990 | 1999 | 2006 | 2019 |
| Einwohner                  | 808  | 277  | 300  | 461  | 691  | 763  | 878  | 1032 |
| Quellen: Cassini und INSEE |      |      |      |      |      |      |      |      |

## Sehenswürdigkeiten
- Kirche Saint-Antoine-de-Padoue
- Kapelle Saint-Didier aus dem 12. Jahrhundert, Monument historique
- Burgruine La Cheysserie aus dem 16. Jahrhundert, seit 1956 Monument historique

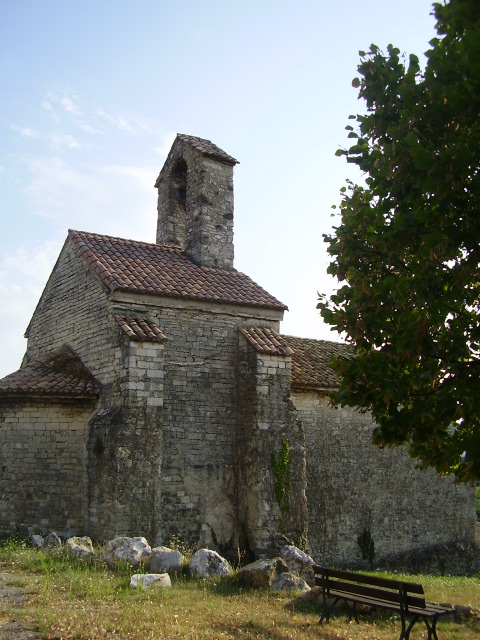
Kapelle Saint-Didier
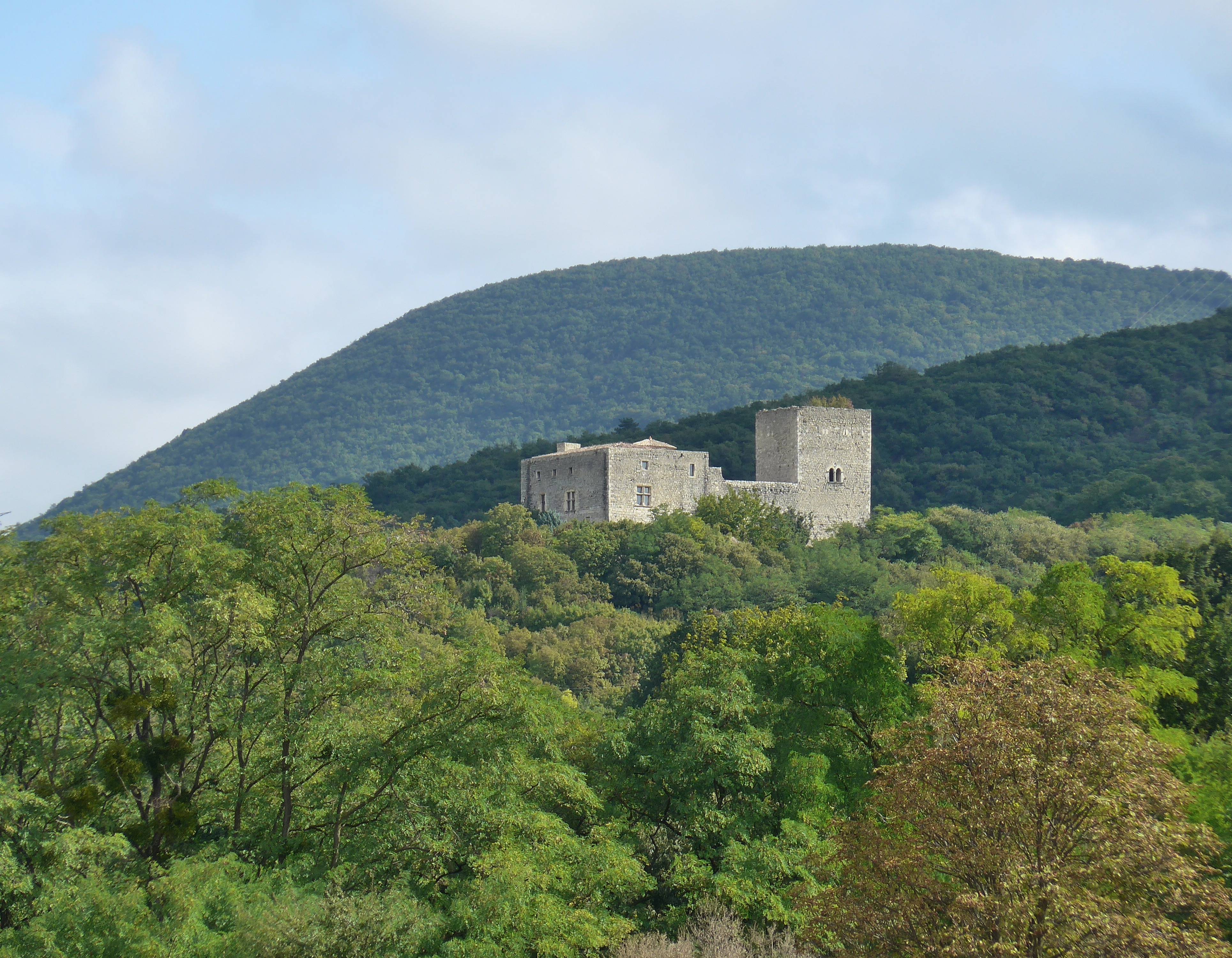
Burgruine